# Ceropegia fimbriata
Ceropegia fimbriata là một loài thực vật có hoa trong họ La bố ma. Loài này được E.Mey. mô tả khoa học đầu tiên năm 1838.